# División Intermedia (Callao) 1934
La División Intermedia del Callao, fue tercera edición del campeonato de 1934. La División Intermedia fue la segunda categoría del fútbol del Callao, debajo de la Primera División Provincial del Callao. 

## Historia
Para la edición 1934, se integró los equipos que descendieron de la primera división del Callao: Porteño. Adicionalmente, los equipos que ascendieron de la  Segunda División Provincial de Fútbol del Callao: Boca Juniors Callao y Atlético América. 
La División Intermedia del Callao, sólo otorgó un cupo a la categoría superior. El club Porteño, logra el título del torneo y su retorno a la Primera División Provincial del Callao de la siguiente temporada. No hubo descenso.

## Equipos participantes
- Porteño - Campeón y asciende a la Primera del Callao 1935
- Progresista Apurímac - Subcampeón
- Social San Carlos
- Marcelo Pastor
- Unión Erasmo Zorrilla
- Unión Estrella
- Sportivo White Star
- Atlético América